# Maarten Boelen
Martinus Johannes Josef Maria (Maarten) Boelen (Tilburg, 12 september 1941 - Hazerswoude-Rijndijk, 30 juni 2022) was een Nederlands politicus van de VVD.
Na zijn rechtenstudie in Utrecht werkte hij zes jaar bij een notariskantoor in Gouda. Rond 1974 ging hij werken bij een notariskantoor in Rotterdam en in 1975 werd hij benoemd tot notaris ter standplaats Rotterdam als opvolger van mr. A.W.A. van Eekelen. Daarnaast was hij vanaf 1982 Statenlid in de provincie Zuid-Holland. In juli 1985 volgde zijn benoeming tot burgemeester van de gemeenten Leimuiden, Nieuwveen en Rijnsaterwoude. Bij de gemeentelijke herindeling in Zuid-Holland op 1 januari 1991 werd Boelen de burgemeester van de nieuwe gemeente Rijnwoude (tot 1993 heette die fusiegemeente Rijneveld). Eind 2001 werd Jan Westra benoemd tot waarnemend burgemeester van Rijnwoude ter tijdelijke vervanging van de zieke Boelen. In 2002 ging Boelen vervroegd met pensioen.